# Louis Le Guillou de Penanros
Pour les articles homonymes, voir Le Guillou.
Louis Le Guillou de Penanros est un homme politique français né le 10 février 1865 à Douarnenez (Finistère) et mort le 11 janvier 1926 à Douarnenez 

## Biographie
Louis Le Guillou de Penanros est né dans une famille d'ancienne bourgeoisie originaire de Bretagne, issue de Maître Jean Le Guillou, notaire à Coray, (Finistère) en 1664. *Jacques-Joseph Le Guillou, sieur de Penanros, était notaire à Elliant, (Finistère) en 1732.
Louis Le Guillou de Penanros est le fils du négociant et industriel Théophile Le Guillou de Penanros et d'Aline Granger. Il épouse Anne Boucher, fille de Joseph-Marie Boucher et de Marie Picaud.
Industriel à la tête d'une conserverie de sardines, juge au tribunal de commerce de Quimper, il est élu maire de Douarnenez en 1912. En 1914, il est sénateur du Finistère, mais son activité parlementaire est faible. En 1919, il ne se représente pas à la mairie de Douarnenez et est battu aux sénatoriales de 1920.

### Source
- « Louis Le Guillou de Penanros », dans le Dictionnaire des parlementaires français (1889-1940), sous la direction de Jean Jolly, PUF, 1960 [détail de l’édition]